# Љубавници из Ајн Сахрија
Фигура Аин Сакхири љубавника је скулптура која је нађена у једној од Аин Сакхири пећинама у близини Витлејема. Сматра се да је стара 11.000 година и да је најстарији приказ вођења љубави.

## Откриће
Скулптура је 1933. године откриo Рене Невил, француски конзул у Јерусалиму и праисторичар, док је гледао неке археолошке налазе које су прикупили француски свештеници у Витлејему. Пронашао је камен током посете малом музеју у Абе Бреуилу. Невил је одмах схватио важност предмета и успео је да ступи у контакт са бедуином који је пронашао скулптуру. Бедуин га је одвео у Аин Сакхира пећину где је пронашао скулптуру и она је добила име по тој пећини. Ископавања пећине су показала да је коришћена хиљадама година и пронађени су налази из натуфијена.
Уметник који је направио скулптуру потиче из натуфијена, ране културе чији су чланови први људи први који су скупљали семе траве која су остајала причвршћена за стабљику. Ово је био важан корак у пољопривреди, јер је на крају омогућио пољопривредницима да изаберу које семе ће да једу, а које ће да посаде за следећу сезону. Ови људи су ловили газеле и први су познати људи који су припитомили псе, овце и козе. Верује се да је стабилност коју доноси узгој хране омогућио становницима натуфијена да стварају велике заједнице (чак и до три стотине људи) и да стварају уметност.

## Изглед
Скулптура је направљена од комада калцита који је био исклесан оштрим каменом како би открио положаја пар. Иако нема много детаља, као што су лица, сматра се вредном скулптуром. Уметник Марк Квин је рекао да фигура изгледа другачије у зависности од тачке гледишта посматрача. Може да личи на пар, пенис, груди или вагину у зависности од ове тачке гледишта; изгледа и као пар тестиса када се гледа одозго надоле. Упоредио је статуу са модерним порнографским филмом, где се приказују крупни кадрови, али и кадрови изблиза. Јасно је да су љубавници окренути један према другом, али пол фигура се може само претпоставити.

## Куповина
Британски музеј  је откупио скулптуру 1958. године на аукцији од М. Ј. Навила.